# Roadblock: End of the Line
Roadblock: End of the Line — pay-per-view шоу «Roadblock», що проводиться федерацією реслінгу WWE. В цьому році участь брали лише бійці арени Raw. Шоу відбулося 18 грудня 2016 року у PPG Paints-арена в місті Піттсбург, штат Пенсільванія, США. Сім матчів відбулися під час PPV, один з них перед показом.